# Klooster van de Heilige Drie-eenheid (Montenegro)
Klooster van de Heilige Drie-eenheid (Servisch: Света Тројица Пљеваљска, Sveta Trojitsa Pljevaljska) is een kloostercomplex van de Servisch-orthodoxe Kerk, gelegen in Pljevlja, ongeveer 60 kilometer ten noorden van Durmitor, en 38 kilometer van de Đurđevića-Tarabrug in Montenegro.

## Geschiedenis
Het klooster is vernoemd naar de Heilige Drie-eenheid. Het exacte bouwjaar van het klooster is niet bekend, maar aangezien Pljevlja in 1465 door de Ottomanen werd veroverd, moet het klooster voor dit jaar gesticht zijn. Volgens historici was Hieromonk Visarion, (Servisch:Јеромонах Висарион), samen met broer Sava en zoon Nicephorus de oprichter en stichter van het klooster. Eeuwenlang was dit klooster een belangrijk literair centrum voor het dupliceren (overschrijven) van (heilige) geschriften. Het was ook een belangrijk toevluchtsoord gedurende de 450 jaar Ottomaanse overheersing. Dit is een voorbeeld van een werkend Orthodox klooster, typisch voor de 15de tot de 18de eeuw, de periode waarin het zich heeft ontwikkeld.

## Bezienswaardigheden

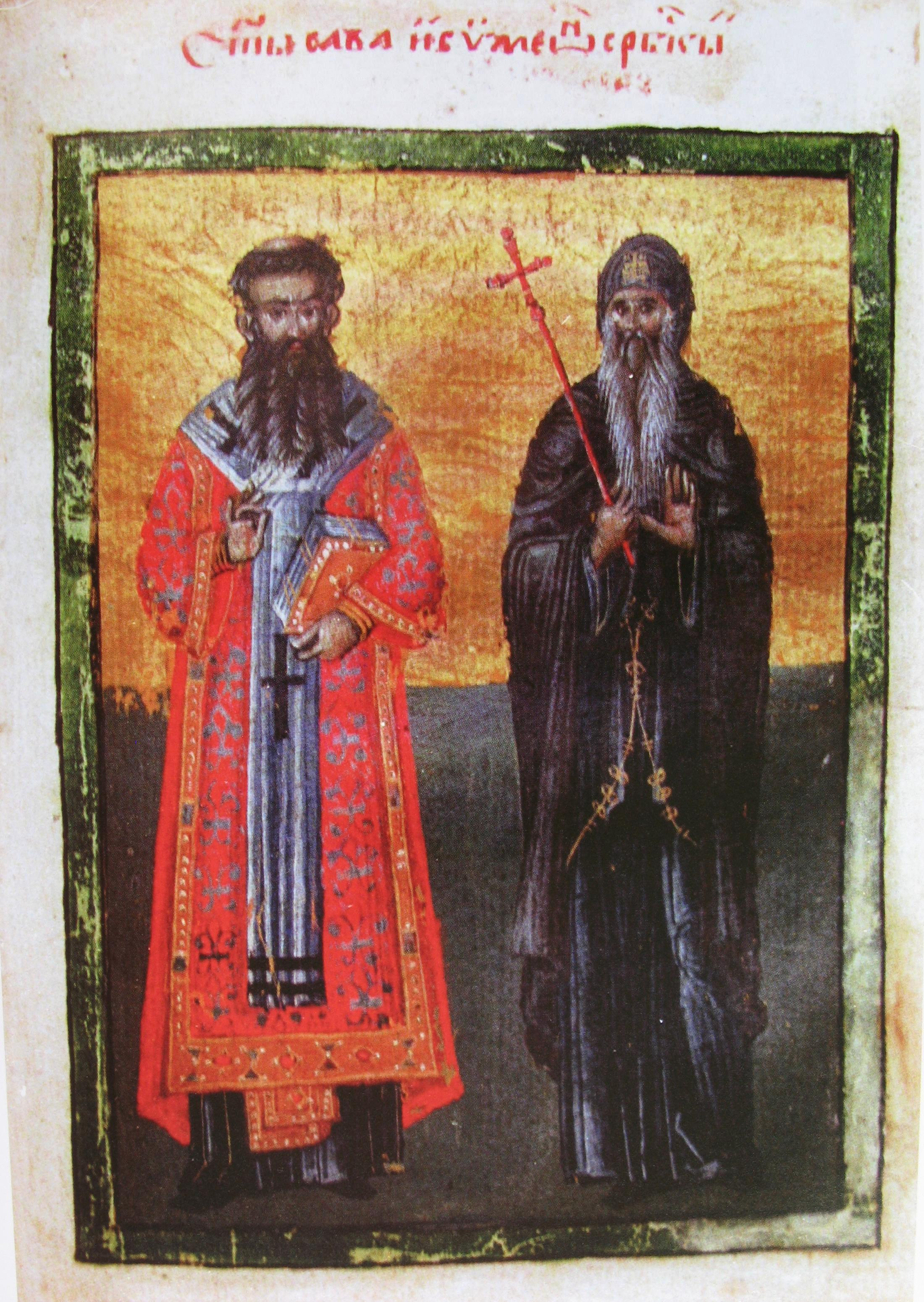
De Heilige Sava van Servië met zijn vader grootžupan Stefan Nemanja 1642/1643.

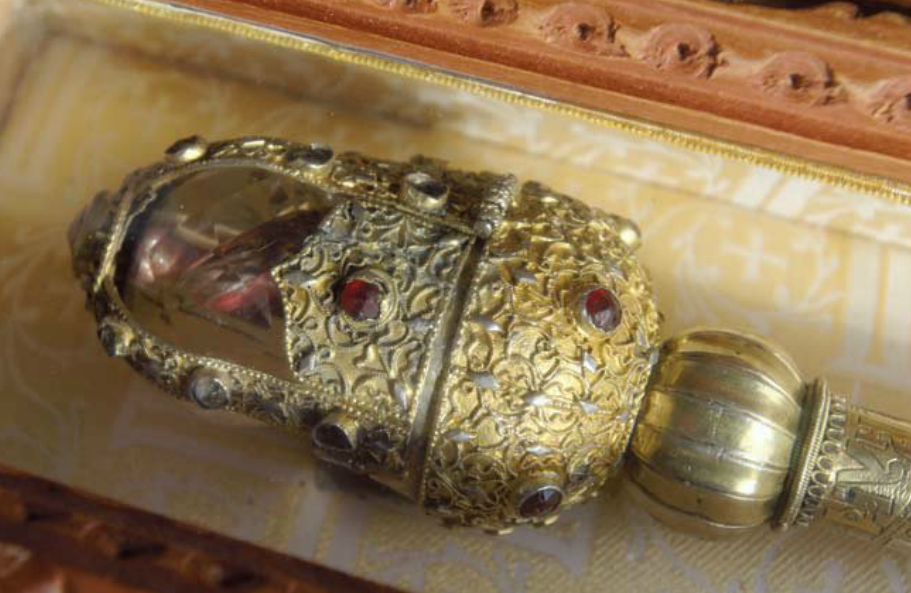
De scepter van Heilige Sava.

Het klooster bevat verschillende relikwieën, waaronder de Scepter van Heilige Sava. Daarnaast zijn er fresco's, iconen, liturgisch vaatwerk en kerkmeubilair.